# Сирино, Марсело
Марсело Сирино да Силва (порт. Marcelo Cirino da Silva; родился 22 января 1992 года, Маринга, штат Парана) — бразильский футболист, нападающий.

## Биография
Сирино — воспитанник клуба «Атлетико Паранаэнсе». 7 июня 2009 года в матче против «Атлетико Минейро» он дебютировал в бразильской Серии А. 15 ноября в поединке против «Флуминенсе» Марсело забил свой первый гол за «Атлетико Паранаэнсе». В 2011 году Сирино на правах аренды перешёл в «Виторию» из Салвадора. 28 мая в матче против «Икасы» он дебютировал в бразильской Серии B. 9 июля в поединке против «Брагантино» Марсело забил свой первый гол за «Виторию».
В начале 2015 года Сирино был арендован «Фламенго». 31 января в матче Лиги Кариока против «Макаэ» он дебютировал за новый клуб. 5 февраля в поединке против «Барра Манса» Марсело сделал «дубль», забив свои первые голы за «Фламенго».
В начале 2017 года Сирино на правах аренды присоединился к клубу «Интернасьонал». 13 мая в матче против «Лондрины» он дебютировал за новую команду. 10 июня в поединке против «Наутико» Марсело забил свой первый гол за «Интер». Летом того же года Сирино был отдан в аренду в дубайский «Ан-Наср». 15 сентября в матче против «Шарджы» он дебютировал в чемпионате ОАЭ. 22 сентября в поединке против «Аль-Вахда» Марсело забил свой первый гол за «Ан-Наср».
В 2018 году он вернулся в «Атлетико Паранаэнсе». В матчах Южноамериканского кубка против венесуэльского «Каракаса» и уругвайского «Пеньяроля» Марсело забил два мяча и помог команде выйти в финал турнира, который в итоге его команда выиграла.

## Достижения
- Чемпион Кубка Бразилии (1): 2019
- Обладатель Южноамериканского кубка (1): 2018
- Обладатель Кубка банка Суруга (1): 2019